# Берлінська комічна опера
Берлінська комічна опера (або Коміше опер, нім. Komische Oper Berlin) — оперний театр у Берліні, що спеціалізується на постановках німецькомовних опер, оперет і мюзиклів. Створений 1947 року.

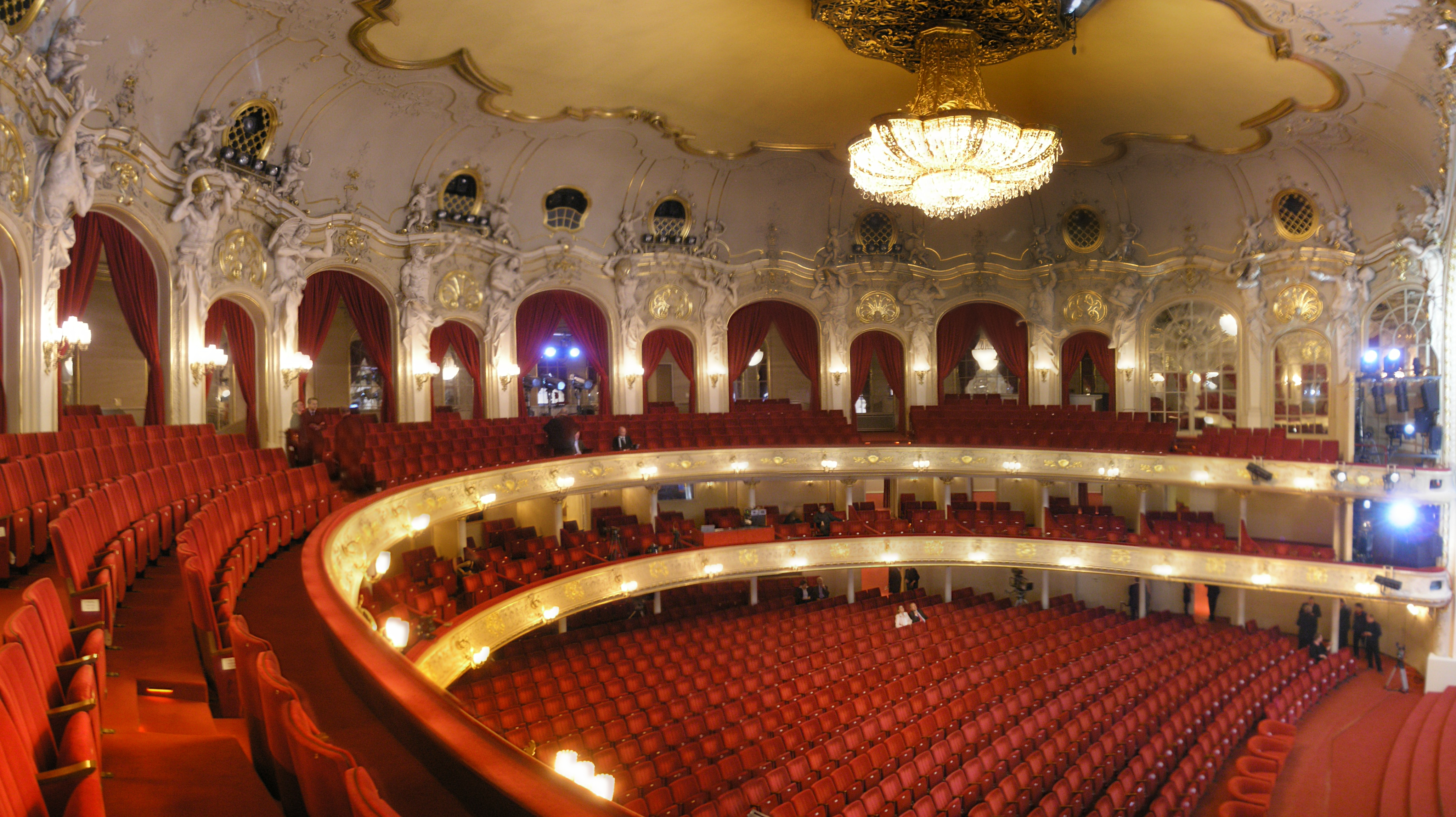
Інтер'єр

Розташований у приміщенні, збудованому фірмою «Фельнер-Гельмер» у 1892 році на приватне замовлення. До 1934 року тут ставились переважно оперети, з приходом до влади нацистів театр був націоналізований і отримав функціонував як Державний театр оперети (Staatliches Operettentheater). В часи війни будівля була двічі пошкоджена бомбардуванням — в 1944 і 1945 роках.
1947 року театр був відновлений і відкритий вже під сучасною назвою. Засновником і художнім керівником театру став Фельзенштейн. Серед великих постановок театру «Кармен» (1949, диригент Клемперер, «Чарівна флейта» (1954), «Казки Гофмана» Оффенбаха (1956), «Любов до трьох апельсинів» С. Прокоф'єва (1968), «Поргі і Бесс» Гершвіна (1970). 1972 року постановку «Кармен» здійснив російський диригент Д. Китаєнко. Театр гастролював у СРСР в 1959 й 1965 роках.